# Тацуки Фуџимото
Тацуки Фуџимото (транслит. ; Никахо, 10. октобар 1993) је јапански мангака, познат по својим делима „Fire Punch" и „Chainsaw Man".

## Биографија
Фуџимото је рођен 10. октобра 1993. године у Никаху, Јапан. Почиње да црта у раном детињству. Пошто у његовом крају нису биле доступне припремне школе, ишао је на часове сликања које су похађали његови деда и баба, и вежбао сликање уљаним бојама. Дипломирао је на смеру за западно сликарство на Универзитету уметности и дизајна Тохоку у Јамагати, 2014. године.

## Каријера
У 2011. години, Фуџимото је нацртао свој први пријављени једнократни рад под именом „Niwa ni wa Niwa Niwatori ga Ita.” (庭には二羽ニワトリがいた。), који је био номинован за Децембарску месечну награду часописа Jump SQ. Једнократни рад Фуџимота, „Seigi no Mikata” (正義の見方), био је пријављени рад за 10. Врховну стрипну велику награду сезона II 2013. године. Његов следећи једнократни рад био је „Kamihikōki” (かみひこうき), за који је освојио Посебну награду жирија на 3. додели Шуеишине награде за новајлије 2013. Следећи једнократни рад Фуџимота био је „Sasaki-kun ga Jūdan Tometa” (佐々木くんが銃弾止めた), за који је освојио своју другу Посебну награду жирија на 5. додели Шуеишине награде 2013. године (касније објављен на Shōnen Jump+ 13. јуна 2016.).
Фуџимотов следећи рад био је „Koi wa Mōmoku” (恋は盲目), за који је освојио Похвалну награду на новембарској додели Шуеишине награде за новајлије 2013., и то је било његово прво објављено дело, лансирано у часопису Jump SQ.19, 19. априла 2014. Његови следећи једнократни радови били су „Shikaku” (シカク), објављен 19. јуна 2014; „Ningyo Rhapsody” (人魚ラプソディ), објављен 19. децембра 2014; и „Yogen no Nayuta” (予言のナユタ), објављен 4. јула 2015. године.
Фуџимото је објавио своје прво значајно и серијализовано дело, „Fire Punch” (ファイアパンチ), у Шуеишином онлајн магазину Shōnen Jump+, где се издавало од 18. априла 2016. до 1. јануара 2018. године. Поглавља су сакупљена у осам танкобонова. Фуџимото је такође објавио на Shōnen Jump+−у једнократни рад под називом „Me ga Sametara Onnanoko ni Natteita Yamai” (目が覚めたら女の子になっていた病) 24. априла 2017. године, и једнократни рад „Imōto no Ane” (妹の姉) у јунском издању Jump Square−а које је изашло 2. маја 2018. године.
Друго значајно серијализовано дело Фуџимота, „Chainsaw Man” (チェンソーマン), објављивано је у Шуеишином часопису Weekly Shōnen Jump од 3. децембра 2018. до 14. децембра 2020. године. Серија је сакупљена у једанаест танкобон томова. Наставак серијала почео је са серијализацијом на Shōnen Jump+−у 13. јула 2022. године. „" је доминирао Такараџимашином Kono Manga ga Sugoi! листом најбољих манги за мушкарце у 2021. години и заслужио је Фуџимоту Шогакуканову награду за манге у категорији за шонен. У 2021. години, манга је освојила награду Харви за најбољу мангу; освојила је исту награду други пут 2022; и трећи пут у 2023. године.
Фуџимото је илустровао насловницу романа „5bu de Yomeru Kyōgaku no Last no Monogatari” (5分で読める驚愕のラストの物語), који је изашао 2. априла 2021. године. Фуџимото је такође учествовао као гост судија на Shonen Jump+−овом Million Tag онлајн ријалити шоу у јулу 2021. године.
Фуџимото је објавио једнократну мангу „Look Back” (ルックバック) 19. јула 2021. године. Поглавље је сабрано у један том, објављеном 3. септембра 2021. године. „" је доминирао на Kono Manga ga Sugoi! 2022. листи најбољих манга за мушкарце.
Двотомна збирка претходних једнократних дела Тацукија Фуџимота, „Fujimoto Tatsuki Tanpenshū” (藤本タツキ短編集), са поднасловима „17–21” и „22–26,” изашла је прво 4. октобра, па 4. новембра 2021. године. Он је илустровао роман „Chainsaw Man: Buddy Stories” (チェンソーマン　バディ・ストーリーズ), објављен 4. новембра 2021. године. Фуџимото је илустровао верзију једног од четрдесет и два тома манге „Змајева кугла” за потребе пројекта Dragon Ball Super Gallery Project, којим се слави 40. годишњица серијала, а објављен је у часопису Saikyō Jump 3. децембра 2021. године.
Фуџимото је објавио једнократну причу „Sayonara Eri” (さよなら絵梨), која обухвата 200 страна, на Shōnen Jump+−у 11. априла 2022. године.  Поглавље је сабрано у један том 4. јула 2022. године.
Заједно са илустратором Отом Тодом, Фуџимото је објавио једнократну причу „Futsū ni Kiite Kure” (フツーに聞いてくれ) на Shōnen Jump+−у 4. јула 2022. године.
Анимирани филм који је адаптирао његову једнократну причу „Look Back” премијерно је приказан у Јапану 28. јуна 2024. године.

## Утицаји
Фуџимото је коментарисао да жели „цртати манге налик корејским филмовима,” наводећи јужнокорејски филм из 2008. године „The Chaser” као пример, истичући: „главни јунак јури злочинца, али само тридесет минута, након чега га хвата. Ово би требало да се деси на крају филма, тако да стално размишљате шта ће следеће бити. Пуно људи каже да у корејским филмовима не могу да претпоставе шта режисер размишља, али заиста, ако гледате до краја, разумећете. Желео сам направити нешто слично томе”. Такође је навео јапански филм из 2016. године „Sadako vs. Kayako", индонежански филм из 2011. године „The Raid” и дела Такешија Китана. За манга инспирације навео је Хироакија Самуру, Хидеакија Араја и Цутомуа Нихеја.

## Радови

### Серијализована манга
- (2016−2018; серијализовано у часопису Shōnen Jump+)
- (2018−данас; серијализовано у часописима Weekly Shōnen Jump (2018−2020) и Shōnen Jump+ (2022−данас))

### Једнократни радови
- (2013; необјављено)
- (2013; необјављено)
- (2021; збирка)
- (2017)
- (2016)
- (2013)
- (2014)
- (2014)
- (2015)
- (2017)
- (2018)
- (2021)
- (2022)
- (2022; илустровао Ото Тода)